# Salsa de menta

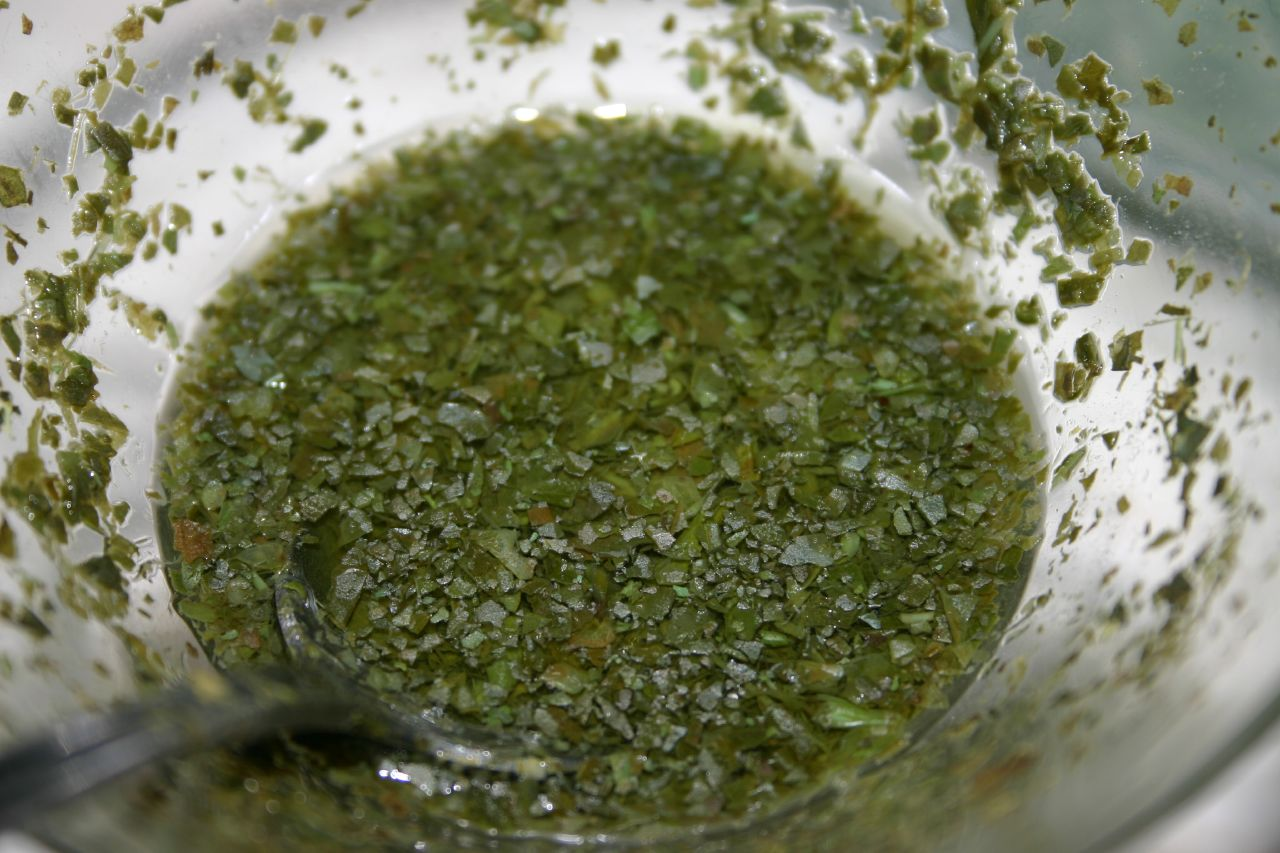
Salsa de menta en un plato.

La Salsa de menta (en idioma inglés Mint Sauce) es una salsa elaborada con hojas de menta muy finamente cortadas, remojadas en vinagre todo ello forma una pasta a la que se suele añadir un poco de azúcar. La salsa tiene una consistencia cremosa. En las cocina irlandesa y cocina británica suele ser un aderezo frecuente de los asados de cordero y de la muy tradicional crema de guisantes (mushy peas).  

## Receta básica
Proporciones orientativas: 3 cucharadas de menta fresca picada finamente, 6 cucharadas de vinagre, 1 cucharadita de azúcar. 
Las proporciones se modifican al gusto y experiencia de cada cual.
Disolver el azúcar en el vinagre caliente y añadir la menta. Dejar macerar varias horas. Ha de quedar como una crema blanda. Se puede servir frío o caliente. 

### Variantes
- Con 2 cucharadas de agua y 4 de vinagre. Llevar el agua a ebullición y disolver el azúcar, añadir la menta y el vinagre.
- Es mejor utilizar menta fresca o se puede sustituir por menta seca.
- Se puede añadir un toque de aceite de oliva.
- Se puede añadir una pizca de sal.
- Se puede añadir una pizca de pimienta.
- Se puede utilizar la batidora.

## Curiosidades
- En el cómic de Astérix el Galo - Astérix en Bretaña aparece una referencia de jabalí en salsa de menta como una especialidad inglesa.